# طول ديباي

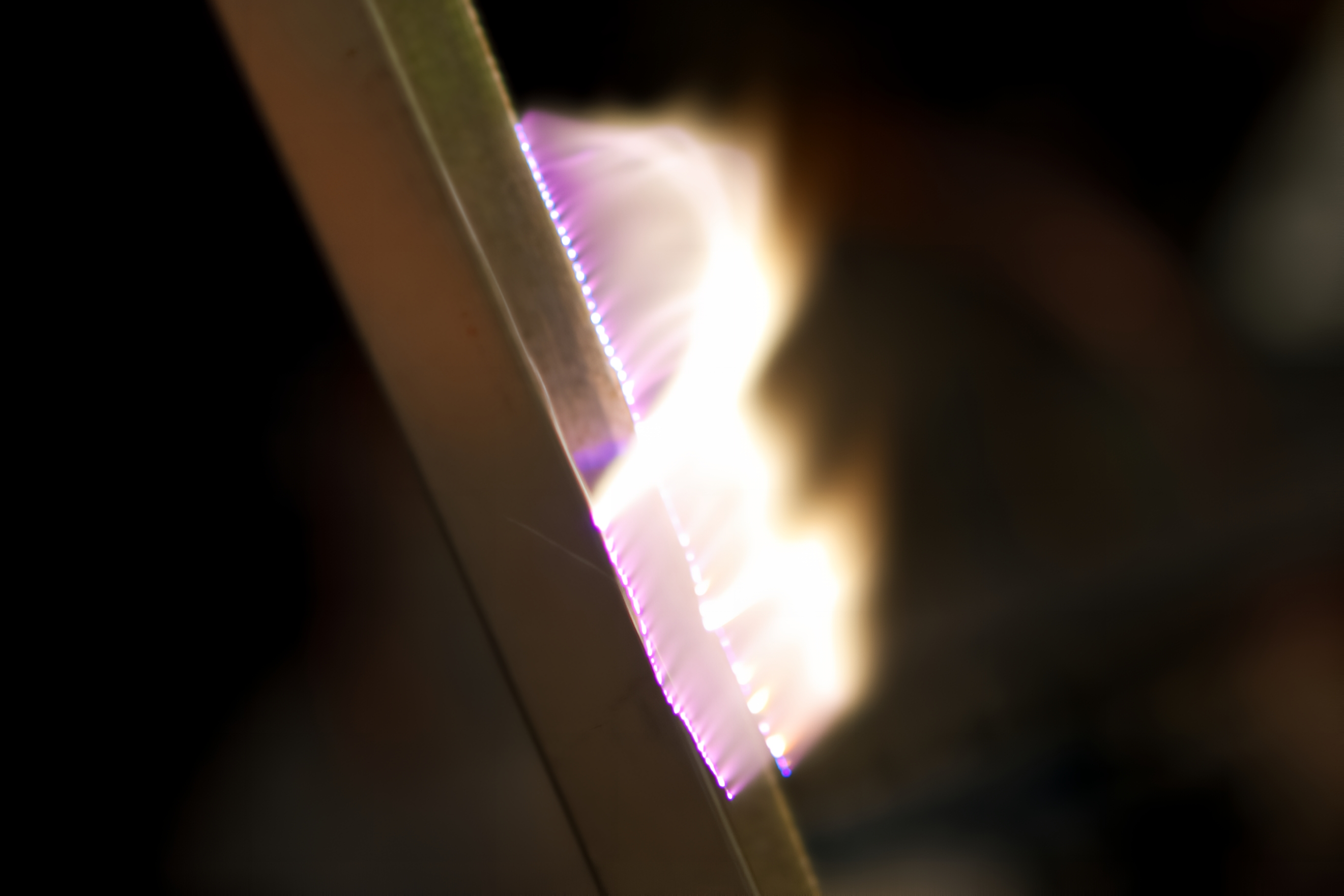

يعرف طول ديباي على أنه المسافة التي عندها يحدث انفصال للشحنة. ويرجع تسميتها إلى العالم الهولندي بيتر ديباي. في الفضاء تكون كثافة الإلكترونات قليلة جدا لذلك فان طول ديباي يكون صغير جدا جدا. كمثال الرياح الشمسية وما بين النجوم من بلازما. أما كرة ديباي فهي الحجم الذي قطره يساوي إلى طول ديبي والتي يكون تأثير الشحنة محصوراً ضمنها، وتكون الشحنات الأخرى محجوزة خارجها.

## طول ديباي في البلازما
يحسب طول ديباي في البلازما من العلاقة:
{\displaystyle \lambda _{D}={\sqrt {\frac {\varepsilon _{0}k/q_{e}^{2}}{n_{e}/T_{e}+\sum _{ij}j^{2}n_{ij}/T_{i}}}}}
حيث
λD طول ديباي،
ε0 سماحية أو نفوذية الفضاء الحر،
k ثابت بولتزمان،
qe شحنة الإلكترون،
Te وTi درجة حرارة والأيونات والإلكترونات على الترتيب،
ne كثافة الإلكترونات،
nij' كثافة الجسيمات الذرية i، ذات الشحنة الموجبة jq e
الحد الأيوني (الشاردي) غالبا ما يتم إهماله (إسقاطه) فيعطي بالتالي:
{\displaystyle \lambda _{D}={\sqrt {\frac {\varepsilon _{0}kT_{e}}{n_{e}q_{e}^{2}}}}}
يجب التنويه أن هذا الشرط يبقى صالحاً ما دامت الأيونات أبرد بكثير من الإلكترونات.

## كرة ديباي
كرة ديباي  Debye sphere تعرف على أنها كرة من الشحنات نصف قطرها هو طول ديباي وتكون الشحنات في داخل هذة الكرة ذات تأثير قوي فيما بينها على عكس الشحنات التي توجد على حواف هذه الكرة فهي محجوبة.